# 平石村
平石村（ひらいしむら）は栃木県の中部、河内郡に属していた村である。

## 地理
- 河川：鬼怒川
- 低地：鬼怒川低地[1]
- 台地：岡本台地[1]

## 歴史
- 1889年（明治22年）4月1日 - 町村制施行により、上平出村、下平出村、石井村、峰村、上越戸新田、柳田村、小原新田が合併し河内郡平石村が成立する。
- 1942年（昭和17年）7月1日 - 峰が宇都宮市へ編入される。
- 1951年（昭和26年）
  - 6月1日 - 上平出、上越戸新田の各一部が宇都宮市へ編入される。
  - 6月25日 - 上平出の一部が豊郷村へ編入される。
- 1954年（昭和29年）8月1日 - 宇都宮市へ編入され消滅。

### 村名の由来
大きな村であった上平出村と石井村から1字ずつ取って命名した。

## 行政
- 平石村長

| 代 | 氏名       | 就任                      | 退任                       | 備考 |
| -- | ---------- | ------------------------- | -------------------------- | ---- |
| 1  | 吉沢政一郎 | 1889年（明治22年）5月18日 | 1891年（明治24年）3月25日  |      |
| 2  | 坂本平七郎 | 1891年（明治24年）4月8日  | 1894年（明治27年）12月28日 |      |
| 3  | 直井亀三郎 | 1895年（明治28年）4月17日 | 1899年（明治32年）4月16日  |      |
| 4  | 〃         | 1899年（明治32年）4月17日 | 1903年（明治36年）4月16日  |      |
| 5  | 〃         | 1903年（明治36年）4月17日 | 1907年（明治40年）4月16日  |      |
| 6  | 〃         | 1907年（明治40年）4月17日 | 1909年（明治42年）2月5日   |      |
| 7  | 吉沢常松   | 1909年（明治42年）3月9日  | 1913年（大正2年）3月8日    |      |
| 8  | 〃         | 1913年（大正2年）3月9日   | 1917年（大正6年）3月8日    |      |
| 9  | 〃         | 1917年（大正6年）3月9日   | 1918年（大正7年）1月6日    |      |
| 10 | 石原久一郎 | 1918年（大正7年）1月16日  | 1919年（大正8年）8月20日   |      |
| 11 | 福島重三郎 | 1919年（大正8年）8月27日  | 1923年（大正12年）8月26日  |      |
| 12 | 大橋五郎平 | 1923年（大正12年）9月1日  | 1927年（昭和2年）8月31日   |      |
| 13 | 〃         | 1927年（昭和2年）9月1日   | 1928年（昭和3年）12月29日  |      |
| 14 | 今井幸平   | 1929年（昭和4年）1月21日  | 1933年（昭和8年）1月20日   |      |
| 15 | 加藤豊房   | 1933年（昭和8年）1月21日  | 1937年（昭和12年）1月20日  |      |
| 16 | 大橋五郎平 | 1937年（昭和12年）1月21日 | 1941年（昭和16年）1月20日  |      |
| 17 | 藤田伝衛   | 1941年（昭和16年）1月21日 | 1944年（昭和19年）5月4日   |      |
| 18 | 石原経吉   | 1944年（昭和19年）5月5日  | 1946年（昭和21年）12月10日 |      |
| 19 | 黒川今     | 1947年（昭和22年）4月5日  | 1951年（昭和26年）4月4日   |      |
| 20 | 〃         | 1951年（昭和26年）4月23日 | 1954年（昭和29年）7月31日  |      |

出典:『栃木県町村合併誌 第二巻』, p. 253-254

## 教育
- 平石村立平石中学校
- 平石村立中央小学校
- 平石村立北小学校
- 平石村立南小学校

## 産業
- 製糸業 - 宇都宮藩主戸田家への資金援助により石井村などを所轄した江戸の豪商川村迂叟により桑園が開拓され、明治初期より西洋の器械を導入した製糸業が開始され（大嶋商舎・石井製糸場)、生糸を生産輸出していた[3]。大嶹商舎の工場は、官営富岡製糸所に１年先駆けて創設されたイタリア式器械製糸場で、1879年にアメリカ大統領ユリシーズ・グラントが来日した際には視察に立ち寄った[4]。

## 交通
- 石井街道（現・国道123号）
  - 鬼怒橋